# Список птиц, занесённых в Красную книгу Азербайджана
Список птиц, занесённых в Красную книгу Азербайджана
| Иллюстрация | Название             | Научное название                 | Статус                                                                                               | Распространение | Места обитания                                                                                              | Источники информации                                                                              |
| ----------- | -------------------- | -------------------------------- | --- | --- | --- | ------------------------------------------------------------------------------------------------- |
|             | Розовый пеликан      | Pelecanus onocrotalus            | Редкий, сокращающийся в численности зимующий вид                                                     | Мингечаурское водохранилище, Нахичевань, Каспийское море. | Зимой встречаются на море и в крупных водоемах.                                                             | Красная книга Азербайджанской ССР, 1989 г. Животный мир Азербайджана. Том III. Позвоночные, 2000. |
|             | Кудрявый пеликан     | Pelecanus crispus                | Редкий, сокращающийся в численности вид                                                              | Мингечаурское водохранилище, Нахичевань, Каспийское море. | Встречается зимой почти на всех крупных водоемах.                                                           | Красная книга Азербайджанской ССР, 1989 г. Животный мир Азербайджана. Том III. Позвоночные, 2000. |
|             | Колпица              | Platalea leucorodia              | Редкий, сокращающийся в численности, гнездящийся вид                                                 | Аггёль, Кызылагач Махмудчала. | Низменные водоемы, поросшие тростником                                                                      | Красная книга Азербайджанской ССР, 1989 г. Животный мир Азербайджана. Том III. Позвоночные, 2000. |
|             | Черный аист          | Ciconia nigra                    | Очень редкий, сокращающийся в численности вид                                                        | Ленкоранский район | Предгорные и низменные леса                                                                                 | Красная книга Азербайджанской ССР, 1989 г. Животный мир Азербайджана. Том III. Позвоночные, 2000. |
|             | Фламинго             | Phoenicopterus                   | Редкий, сокращающийся в численности, зимующий и пролётный вид                                        | Зимует на Каспийском море. Наиболее стабильные места зимовок-Кызылагачский залив, Апщеронского полуострова, Ширванский заповедник, южнее дельты Куры, Аг-Гель, Сарысу. | Предпочитает открытые мелководья морских заливов и озера                                                    | Красная книга Азербайджанской ССР, 1989 г. Животный мир Азербайджана. Том III. Позвоночные, 2000. |
|             | Лебедь-шипун         | Cygnus olor                      | Редкий зимующий и пролётный вид                                                                      | Зимует на Каспийском море. Наиболее стабильные места зимовок-Кызылагачский залив, Апщеронского полуострова, Ширванский заповедник, южнее дельты Куры, Аг-Гель, Сарысу. | Открытые плесы озёр, морское побережье.                                                                     | Красная книга Азербайджанской ССР, 1989 г. Животный мир Азербайджана. Том III. Позвоночные, 2000. |
|             | Малый лебедь         | Cygnus bewickii                  | Редкий пролётный вид, численность сокращается                                                        | Каспийское море | Береговая полоса Каспия                                                                                     | Красная книга Азербайджанской ССР, 1989 г. Животный мир Азербайджана. Том III. Позвоночные, 2000. |
|             | Краснозобая казарка  | Rufibrenta ruficollis            | Редкий, находящийся под угрозой исчезновения, зимующий вид                                           | Ленкоранский район Кызылагачский заповедник | | Красная книга Азербайджанской ССР, 1989 г. Животный мир Азербайджана. Том III. Позвоночные, 2000. |
|             | Мраморный чирок      | Anas angustirostris              | Редкий зимующий и спорадически гнездящийся вид                                                       | Река Кура Ленкоранской район. Озера | Во время гнездования — мелководные пресные и солоноватые водоемы и островки с тростниковыми зарослями       | Красная книга Азербайджанской ССР, 1989 г. Животный мир Азербайджана. Том III. Позвоночные, 2000. |
|             | Скопа                | Pandion haliaetus                | Редкий, быстро сокращающийся в численности вид                                                       | Река Кура Каспийское море | Высокоствольные леса, расположенные у водоемов, богатых рыбой.                                              | Красная книга Азербайджанской ССР, 1989 г. Животный мир Азербайджана. Том III. Позвоночные, 2000. |
|             | Орлан-белохвост      | Haliaeetus albicilla             | Редкий, быстро сокращающийся в численности вид                                                       | Каспий и по берегам Куры и Аракса. Орлана можно наблюдать и на Апшероне.                                                                                               | Зимой посещает в поисках пищи берега рек, озёр и моря. Ночует на высоких деревьях.                          | Красная книга Азербайджанской ССР, 1989 г. Животный мир Азербайджана. Том III. Позвоночные, 2000. |
|             | Ястреб-тетеревятник  | Accipiter gentilis               | Редкий, сокращающийся в численности, оседлый вид                                                     | Горные и предгорные леса республики | Придерживается лесной зоны                                                                                  | Красная книга Азербайджанской ССР, 1989 г. Животный мир Азербайджана. Том III. Позвоночные, 2000. |
|             | Кавказский тетерев   | Lynirus mlokosiewiczi            | Редкий, сокращающийся в численности, оседлый вид                                                     | Обитает в горах Большого и Малого Кавказа | Гнездится в альпийской и субальпийской зонах.                                                               | Красная книга Азербайджанской ССР, 1989 г. Животный мир Азербайджана. Том III. Позвоночные, 2000. |
|             | Степной орел         | Aquila rapax                     | В пределах Азербайджана редкий пролётный вид                                                         | Встречается только во время пролёта на западном берегу Каспия | Открытые места с ковыльной и полынной растительностью                                                       | Красная книга Азербайджанской ССР, 1989 г. Животный мир Азербайджана. Том III. Позвоночные, 2000. |
|             | Могильник            | Aquila heliaca                   | Редкий вид, численность которого сокращается                                                         | Зимой — в Муганской, Сальянской и Ленкоранской равнинах. | Разреженные леса, отдельные рощи и группы деревьев                                                          | Красная книга Азербайджанской ССР, 1989 г. Животный мир Азербайджана. Том III. Позвоночные, 2000. |
|             | Беркут               | Aquila imperialis                | Редкий вид, численность которого в Азербайджане и по всему миру сокращается                          | Горные районы республики | Места обитения разнообразны, гнездятся на отвесных скалах и высоких деревьях у верхней границы горных лесов | Красная книга Азербайджанской ССР, 1989 г. Животный мир Азербайджана. Том III. Позвоночные, 2000. |
|             | Бородач              | Gypaetus barbatus                | Исчезающий оседлый вид.                                                                              | Горы Большого и Малого Кавказа и Талыша | Скалистые участки гор, зимой спускается в низменности                                                       | Красная книга Азербайджанской ССР, 1989 г. Животный мир Азербайджана. Том III. Позвоночные, 2000. |
|             | Змееяд               | Circaetus ferox                  | Редкий перелетно-гнездящийся вид, численность которого сокращается.                                  | Гобустан, Боздаг, Зуванд, долина р.Аракс | Аридные ландшафты                                                                                           | Красная книга Азербайджанской ССР, 1989 г. Животный мир Азербайджана. Том III. Позвоночные, 2000. |
|             | Балобан              | Falco cherrug                    | Редкий зимующий вид.                                                                                 | Зимует в низменных районах республики. Прилетает в октябре, улетает в марте                                                                                            | Обитает зимой в различных лесных и открытых ландшафтах                                                      | Красная книга Азербайджанской ССР, 1989 г. Животный мир Азербайджана. Том III. Позвоночные, 2000. |
|             | Сокол-сапсан         | Falco peregrinus                 | Редкий гнездящийся и зимующий, сокращающийся в численности вид.                                      | Встречается в Кура-Араксинской низменности, на побережье Каспия. | Живёт в зарослях тростника на озёрах                                                                        | Красная книга Азербайджанской ССР, 1989 г. Животный мир Азербайджана. Том III. Позвоночные, 2000. |
|             | Улар каспийский      | Tetraogallus caspicus            | Исчезающий оседлый вид, численность и ареал которого сокращаются                                     | Высокогорная зона Малого Кавказа. | Обитает в альпийской зоне                                                                                   | Красная книга Азербайджанской ССР, 1989 г. Животный мир Азербайджана. Том III. Позвоночные, 2000. |
|             | Талышский фазан      | Phasianus colchicus talischensis | Оседлый подвид, численность которого в пределах Азербайджана резко сокращается                       | Предгорье и горные леса Талыша | Предгорные и средне-горные непроходимые леса и густые кустарниковые заросли                                 | Красная книга Азербайджанской ССР, 1989 г. Животный мир Азербайджана. Том III. Позвоночные, 2000. |
|             | Турач                | Francolinus francolinus          | Редкий оседлый вид                                                                                   | Кызылагачский заповедник | Участки, заросшие кустарниковой растительностью                                                             | Красная книга Азербайджанской ССР, 1989 г. Животный мир Азербайджана. Том III. Позвоночные, 2000. |
|             | Султанка             | Porphyrio poliocephalus          | Редкий оседлый вид                                                                                   | Встречается на оз. Агзыбир и в водоемах Мильской степи | Тростниковые заросли                                                                                        | Красная книга Азербайджанской ССР, 1989 г. Животный мир Азербайджана. Том III. Позвоночные, 2000. |
|             | Дрофа                | Otis tarda                       | Редкий зимующий вид                                                                                  | Кызылагачском заповеднике, Аджиноурской, Муганской и Ширванской степях                                                                                                 | Держится на открытых участках степи                                                                         | Красная книга Азербайджанской ССР, 1989 г. Животный мир Азербайджана. Том III. Позвоночные, 2000. |
|             | Стрепет              | Otis tetrax                      | Редкий зимующий вид, сокращающийся в численности                                                     | Зимует в Кура-Араксинской и Ленкоранской низменностях | Основные места зимовки — степи и полупустыни                                                                | Красная книга Азербайджанской ССР, 1989 г. Животный мир Азербайджана. Том III. Позвоночные, 2000. |
|             | Вихляй               | Chlamydotis undulata             | В пределах республике очень редкий, резко сокращающийся в численности пролётный вид.                 | В начале XX в. гнездился в долине р. Аракс | Глинисто-солончаковые полупустыни, долины р. Аракс и отроги предгорных хребтов.                             | Красная книга Азербайджанской ССР, 1989 г. Животный мир Азербайджана. Том III. Позвоночные, 2000. |
|             | Кречетка             | Chettussia gregaria              | В пределах Азербайджана редкий пролётный вид, численность которого сокращается                       | Ленкоранской и Муганской равнинах, долине р. Аракс в Нахичеванской АР.                                                                                                 | Полынная степь и солонцы, редко орошаемая пашня                                                             | Красная книга Азербайджанской ССР, 1989 г. Животный мир Азербайджана. Том III. Позвоночные, 2000. |
|             | Белохвостая пигалица | Chettusia leucura                | В Азербайджане редкий гнездящийся вид                                                                | Кура-Араксинская низменность | Населяет мелководья озёр и разливов                                                                         | Красная книга Азербайджанской ССР, 1989 г. Животный мир Азербайджана. Том III. Позвоночные, 2000. |
|             | Степная тиркушка     | Glareola nordmanni               | Редкий перелетный вид с ограниченным распространением                                                | Кура-Араксинская низменность | Островки в системе озёр, обсохшие косы                                                                      | Красная книга Азербайджанской ССР, 1989 г. Животный мир Азербайджана. Том III. Позвоночные, 2000. |
|             | Чернобрюхий рябок    | Pterocles alchata                | Редкий перелетно-гнездящийся и очень редко зимующий подвид, численность которого быстро сокращается. | Кура-Араксинская низменность | Степи, полупустыни, отроги хребтов                                                                          | Красная книга Азербайджанской ССР, 1989 г. Животный мир Азербайджана. Том III. Позвоночные, 2000. |
|             | Соловей-белошейка    | Irania gutturalis                | Редкий перелетно-гнездящийся вид на периферии ареала                                                 | Нахичеванская АР и Талыш | Невысокие каменистые горы                                                                                   | Красная книга Азербайджанской ССР, 1989 г. Животный мир Азербайджана. Том III. Позвоночные, 2000. |
|             | Гирканская гаичка    | Poecile hyrcanus                 | Редкий оседлый вид с ограниченным распространением                                                   | Лесной пояс горного Талыша | Средний и верхний пояса широколиственного горного леса.                                                     | Красная книга Азербайджанской ССР, 1989 г. Животный мир Азербайджана. Том III. Позвоночные, 2000. |